# Majolika
Majolika – ceramika pokryta nieprzezroczystą polewą ołowiowo-cynową o bogatej kolorystyce. Rodzaj fajansu produkowanego we Włoszech od XIV do XVII w.

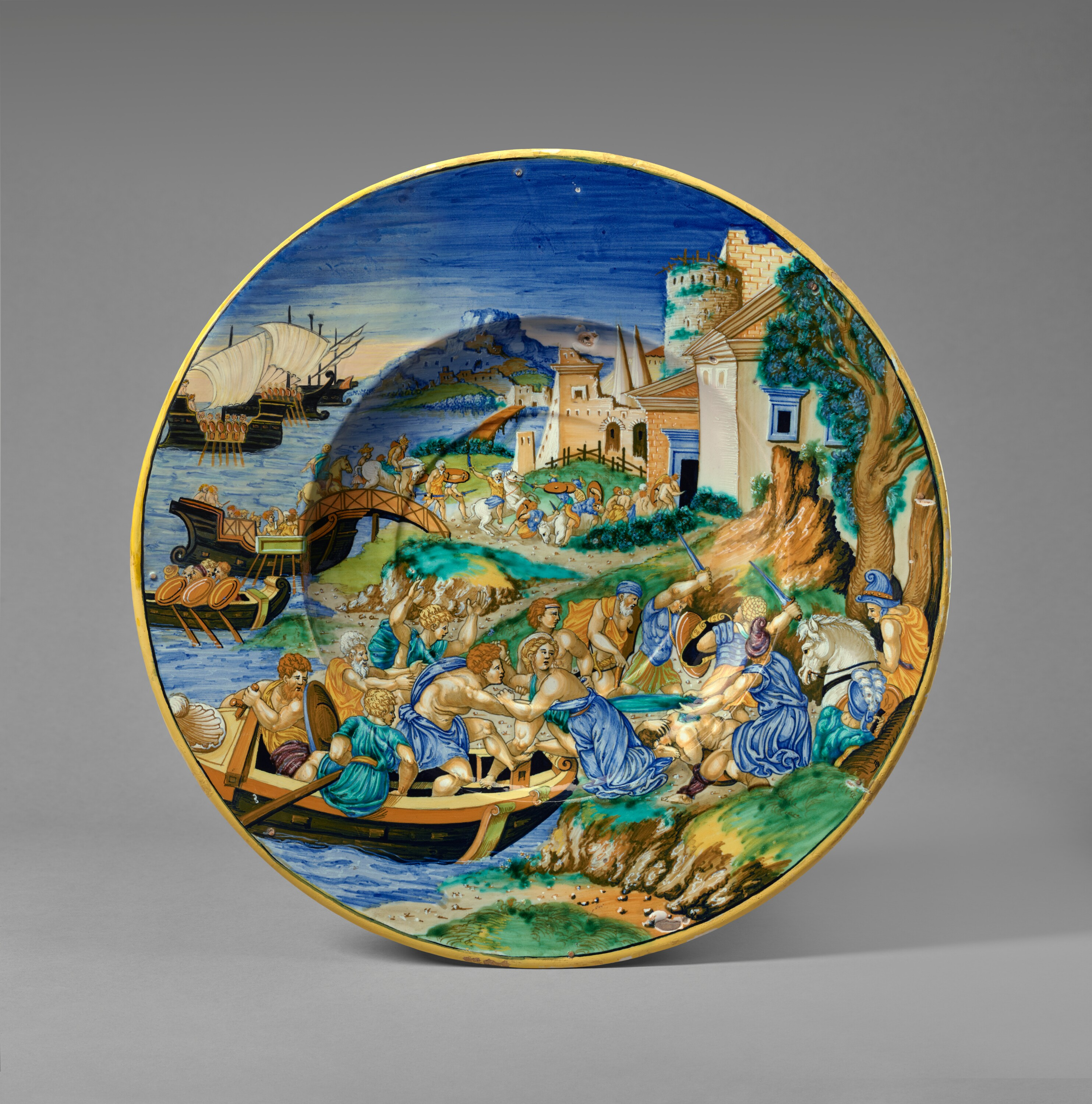
Talerz ze sceną porwania Heleny wykonaną przez Francesco Xanto Avelliego. Urbino, 1534. J. Paul Getty Museum

Z majoliki wyrabiano przede wszystkim bogato zdobione naczynia. Produkcja majoliki rozwinęła się pod wpływem ceramiki mauretańsko-hiszpańskiej, importowanej do Włoch przez Majorkę (stąd nazwa). W XV wieku produkcję rozpoczęto także we Florencji (wprowadzono rzeźby z majoliki). Na początku XVI w. rozwinął się styl istoriato (narracyjny), czyli zdobienie scenami mitologicznymi, historycznymi oraz biblijnymi. Malarzami tego stylu byli zazwyczaj wybitni artyści, a inspiracji szukali w dziełach Rafaela i jego uczniów.